# Rodemach

Wappen des Geschlechts Rodemack, vgl. Siebmachers Wappenbuch

Die Herren von Rodemach (auch Rodinbach oder Rotinbach) nahmen unter dem Luxemburgischen Adel eine geachtete und einflussreiche Stellung ein und waren seit Ende des 12. Jahrhunderts das Herrenhaus des luxemburgischen Lehens Rodemack.

## Familiengeschichte

### Abstammung
Die Herkunft der Herren von Rodemach ist ungewiss. Einigen unbestätigten Theorien zufolge seien die Herren von Rodemach aus germanischen Stammesfürsten hervorgegangen.

### Stammbaum
Der erste urkundlich belegte Vertreter war Dipoldus von Rodemach, welcher 932 n. Chr. für das Kloster Echternach das Vasallenamt über die Stadt Rodemachern übernahm und als Schiedsrichter auf dem ersten Turnier von Magdeburg fungierte. Am 6. Februar 1019 zeigte sein Urenkel Fréderich erstmals die Waffen des Hauses Rodemach auf einem Turnier. Dessen Ur-(3)enkel Arnoldus von Rodemach usurpierte für den Barbarossasohn Heinrich VI. das Gebiet von Rodemachern und errichtete die erste Burg Rodemack. Zwischen 1308 und 1313 war Aegidius von Rodemach während der Abwesenheit Johanns von Böhmen Landesverweser der Grafschaft Luxemburg. Im Jahre 1492 wird der Besitz der Herren von Rodemacher (Rodemack) eingezogen, und die Ländereien des Hauses Rodemach fallen an den Markgrafen von Baden.